# Phù hiệu áo giáp

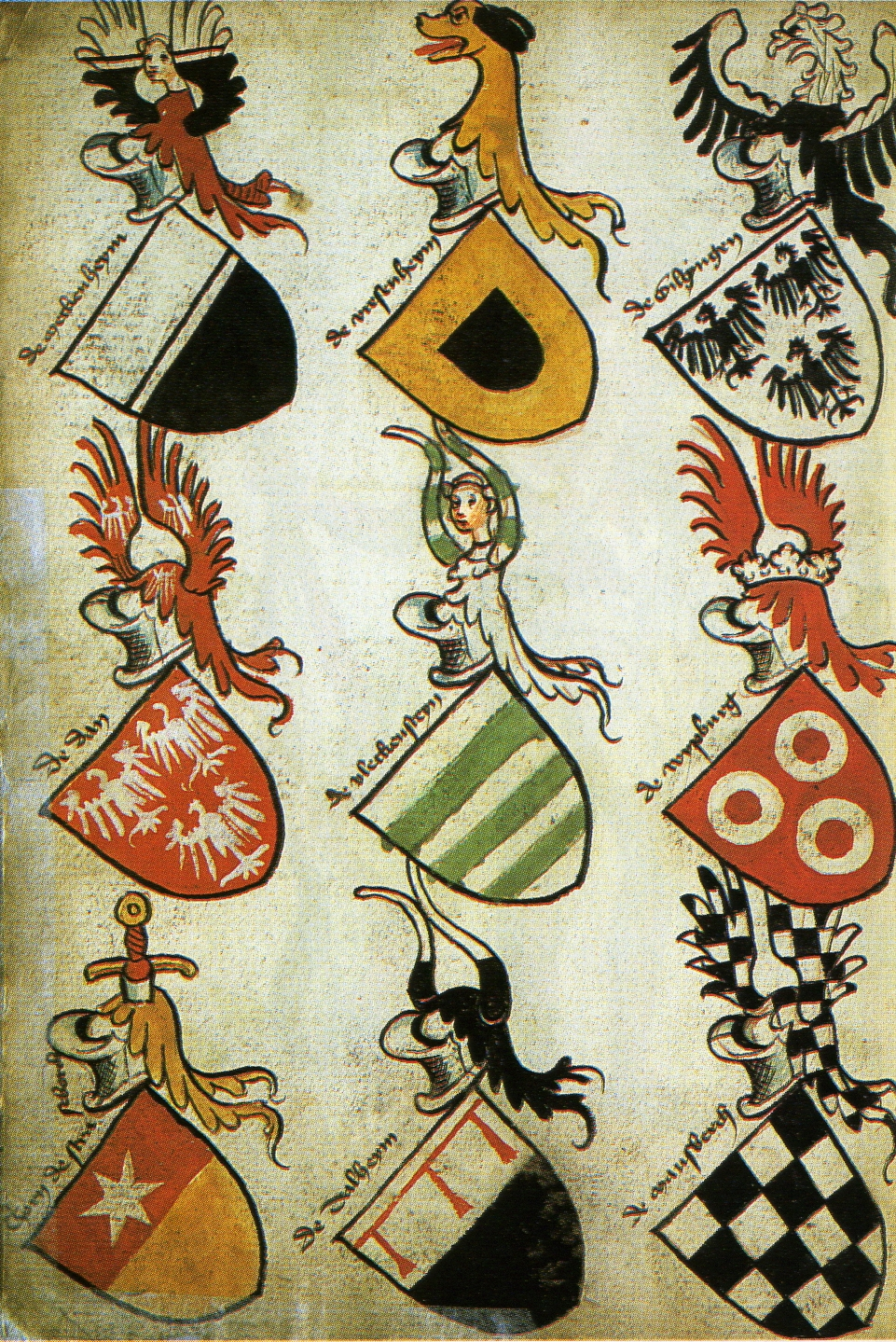
Tranh vẽ Hyghalmen Roll, vào khoảng cuối thế kỷ 15, mô tả các phù điêu vũ khí.

Phù hiệu áo giáp (coat of arms) là một thiết kế phù hiệu độc nhất trên một lá chắn hoặc áo giáp. Các hiệp sĩ thời kỳ Trung cổ mặc giáp trong, tiếp đó là áo giáp ngoài để che chắn, bảo vệ, và dựa vào phù hiệu xác định người mặc áo giáp này. Vì vậy, những phù hiệu này đôi khi được gọi là phù hiệu vũ khí. Phù hiệu trên một áo giáp là yếu tố trung tâm của biểu tượng hiệp sĩ đầy đủ bao gồm lá chắn, đồ hỗ trợ, đỉnh mũ, và khẩu hiệu. Thiết kế của phù hiệu này là duy nhất cho từng cá nhân hoặc từng gia đình (ngoại trừ ở nước Anh), tổ chức, hoặc nhà nước.
Đôi khi thuật ngữ phù hiệu áo giáp được sử dụng để chỉ bộ biểu tượng đầy đủ của một hiệp sĩ hoặc gia đình, nhưng việc sử dụng này là sai theo nghĩa chính xác của thuật ngữ về phù hiệu.